# Robert Ghormley
Robert Lee Ghormley (ur. 15 października 1883 w Portland, zm. 21 czerwca 1958 w Bethesda) – admirał floty (Vice Admiral) United States Navy. Od czerwca do października 1942 roku dowodził amerykańskim teatrem południowego Pacyfiku, w tym lądowaniem i obroną Guadalcanalu. Jego naznaczony szeregiem klęsk w bitwach morskich okres dowodzenia kampanią na Wyspach Salomona, charakteryzował się niezdecydowaniem i brakiem wiary w możliwość utrzymania lotniska Henderson Field pod kontrolą marines. Zmieniony na stanowisku na rzecz admirała Williama Halseya, pełnił później funkcje administracyjne.

## Życiorys
W 1902, podczas studiów na University of Idaho, wstąpił do United States Naval Academy w Annapolis. Po jej ukończeniu, w 1906 rozpoczął służbę na krążownikach. W latach 1911–1913 służył w stopniu kapitana (Lieutenant) w United States Pacific Fleet, biorąc udział m.in. w działaniach w Nikaragui.
W 1917 w randze komandora podporucznika objął dowództwo na pancerniku USS „Nevada”, na którym spędził większość I wojny światowej. W okresie międzywojennym dowodził okrętem patrolowym USS „Niagara”, a następnie niszczycielem USS „Sands”. W 1938, po ukończeniu szkolenia w Naval War College objął stanowisko dyrektora działu planów wojennych i zastępcy szefa operacji morskich (Director of the War Plans Division and Assistant Chief of Naval Operations).
W 1940 został wysłany przez Roosevelta do Wielkiej Brytanii w charakterze obserwatora. Brał tam udział w rozmowach dyplomatycznych dotyczących włączenia (oficjalnie neutralnych) Stanów Zjednoczonych do wojny (ABC–1).
Po japońskim ataku na Pearl Harbor, 19 czerwca 1942 roku został dowódcą sił morskich Rejonu Południowego Pacyfiku (COMSOPAC). Jego nominacja była kontrowersyjna, admirał Chester Nimitz bowiem rekomendował na tę funkcję Williama Pye’a. W ramach tej funkcji nie wierzył w powodzenie operacji na Salomonach i rekomendował jej opóźnienie. Zazwyczaj przebywał w kwaterze głównej w Numei, mimo nacisków admirała Nimitza, jako dowódca teatru działań ani raz nie odwiedził marines broniących się na Guadalcanalu. Jego brak bojowego doświadczenia dowódczego, prowadził do niezdecydowania admirała, co skutkowało trudną sytuacją marines.  W październiku 1942, z powodu swojego defetyzmu i złego stanu psychicznego, został zwolniony z funkcji przez adm. Nimitza i zastąpiony przez Williama Halseya.
Zajmował następnie stanowiska administracyjne, po czym został dowódcą US Naval Force w Niemczech. W 1946 przeszedł w stan spoczynku. Zmarł w 1958 w szpitalu Marynarki Wojennej w Bethesda. Został pochowany na Cmentarzu Narodowym w Arlington.